# Trichoderma
Genre
Trichoderma est un genre de champignons (Fungi) ascomycètes de la famille des Hypocreaceae.

## Liste d'espèces
- Trichoderma harzianum
- Trichoderma reesei
- Trichoderma viride

## Fonctions symbiotiques
En haute-montagne, dans l'hémisphère nord, Trichoderma viride est souvent associé à la colonisation fongique de surface des racines de semis naturels de Picea engelmannii et d'Abies lasiocarpa (dans l'écotone de l'étage supérieur de la forêt alpine, là où survivent les derniers arbres.

Ces trois champignons forment un mycélium blanc dit « complexe blanc alpin » (incluant aussi Morteriella parvispora qui « feutre » les racines en améliorant leurs échanges avec le sol.

## Usage
Trichoderma asperellum, Trichoderma gamsi et Trichoderma atroviride sont utilisés en viticulture dans la lutte contre les maladies du bois de la vigne, en tant que biocontrôle.